# Судник, Владислав Александрович
Владислав Александрович Судник — российский учёный в области технологии сварочного производства и компьютерного моделирования процессов сварки, доктор технических наук, лауреат Премии Правительства РФ в области науки и техники.

## Биография
Родился 27 апреля 1941 г. в с. Пемзовое, Приморский край.
В 1958 окончил с золотой медалью среднюю школу в Витебске, в 1965 Московский авиационный технологический институт им. К. Э. Циолковского, специальность «Металлургия и технология сварочного производства».
- 1965—1968 — заведующий лабораторией сварки на Тульском машиностроительном заводе.
- 1968—1970 — на службе в Армии, военный специалист в КБП (Тула).
- 1971—1973 — очный аспирант Тульского политехнического института (ТулПИ), досрочно окончил аспирантуру с защитой кандидатской диссертации (научный руководитель М.А. Криштал).
- 1974—1980 — зав. кафедрой оборудования и технологии сварочного производства[1] ТулПИ.
- 1980—1992 — доцент кафедры технологии металлов и сварочного производства (кафедры литейного и сварочного производства).
- 1991 — защитил докторскую диссертацию в Ленинградском государственном техническом университете.
- 1993 — присвоено ученое звание профессор.
- 1992—1995 — профессор кафедры литейного и сварочного производства ТулГУ (бывший ТулПИ).
- 1995—2001 — заведующий кафедрой оборудования и технологии сварочного производства ТулГУ.
- с 2001 г. профессор кафедры оборудования и технологии сварочного и литейного производства.

Награждён медалью ордена «За заслуги перед Отечеством» II степени. Лауреат Премии Правительства РФ в области науки и техники, Зоссенгеймеровской премии Международного института сварки (г. Париж), премий им. С.И. Мосина.
Умер 31 октября 2019 г. в возрасте 78 лет. Похоронен в Туле на Смоленском кладбище

## Научная деятельность
Под руководством Судника В. А. на кафедре ОиТСП были разработаны принципы моделирования основных сварочных процессов контактной, дуговой, плазменной и лазерной сварки и резки, а также автоматизации рабочего места инженера-технолога.
Проф. Судник активно сотрудничал с известными в мире учёными, стоявшими у истоков создания и развития численного моделирования сварочных процессов, такими как проф. Радай, проф. Гольдак, проф. Церьяк, проф. Дилтай. 
Опережающие мировой уровень прикладные научные работы явились основанием для заключения в 1994 г. контракта между концерном Даймлер-Бенц, Штутгарт, ФРГ и проф. Судником В. А. на численное моделирование и компьютерную имитацию процесса лазерной сварки стальных и алюминиевых конструкций для фирм Mercedes Benz (Штутгарт) и Германский Airspace Airbus (Бремен) для автомобильного и авиационного производства. К концу 1995 г. была впервые создана системная термодинамическая модель сварочного процесса, позволяющая учесть основные явления поглощения металлом лазерного излучения интенсивностью выше 100 МВт/мм2 и образования плазмы оптического разряда в парах металла, а также воспроизводить процесс сварки. 
В совместных исследованиях с Рейнско-Вестфальским техническим университетом Ахена (RWTH, ФРГ) создано программное обеспечение для численного анализа, диагностики и параметрической оптимизации процесса дуговой сварки плавящимся электродом в защитных газах. Применённый концепт моделирования получил в мировой специальной литературе название «концепт Судника-Оши». В рамках дальнейшего сотрудничества с RWTH было разработано программное обеспечение для численного анализа и проектирования технологии контактной точечной сварки.
Передовые результаты этих разработок были замечены промышленными фирмами ФРГ, США, Японии, Южной Кореи и других стран. По представлению концерна Даймлер-Бенц и RWTH в 1995 г. и в соответствии с решением Государственного комитета Российской Федерации по высшему образованию при Тульском государственном университете был открыт Международный научно-образовательный центр «Компьютерные высокие технологии в соединении материалов» (ComHighTech).
Проф. Судник В. А. с 1995 г. директор Международного научно-образовательного центра «Компьютерные высокие технологии в соединении материалов». Инициатор и председатель оргкомитетов Всероссийских конференций «Компьютерные технологии в соединении материалов» в ТулГУ (1995, 1998).
Под его руководством получили квалификацию девять кандидатов наук.

## Личная жизнь
Брат - Судник, Юрий Александрович, российский учёный, доктор технических наук, профессор.
Супруга - Адаева Татьяна Алексеевна. Умерла 16 сетнября 2015 года в возрасте 69 лет.
Сын - Судник Олег Владиславович, 1970 года рождения.

## Книги
- Основы научных исследований и техника эксперимента. Компьютерные методы исследования процессов сварки / В. А. Судник, В. А. Ерофеев. — Тула : Изд-во ТулПИ, 1988. — 94 с.
- Методы исследований сварочных процессов / В. А. Судник, В. А. Ерофеев. — Тула : Изд-во ТПИ, 1980. — 98 с.
- Превращения в металлах и свойства сварных соединений / В. А. Судник. — Тула : Изд-во ТПИ, 1976. — 70 с.
- Расчеты сварочных процессов на ЭВМ / В. А. Судник, В. А. Ерофеев. — Тула : Изд-во ТулПИ, 1986. — 100 с.
- Технология конструкционных материалов (Технологические процессы в машиностроении) / под общ. ред. Э. М. Соколова, С. А. Васина, Г. Г. Дубенского. — Тула : Изд-во ТулГУ, 2007. Ч. 2: Сварочное производство / С. К. Захаров [и др.]. — 2007. — 544 с. + 1 опт. диск. (CD ROM).
- Сварка цветных металлов : сб. науч. тр. / отв. ред. : В. А. Судник. — Тула : Изд-во ТулПИ, 1985. — 99 с.
- Управление сварочными процессами : сб. науч. тр. / отв. ред. : В. А. Судник. — Тула : Изд-во ТулПИ, 1983. — 151 с.